# Serguéi Syrtsov (político)
Serguéi Ivánovich Syrtsov (en ruso: Серге́й Ива́нович Сырцо́в) (Slávgorod, Gubernia de Yekaterinoslav, Ucrania, Imperio Ruso, 17 de julio de 1893-Moscú, Unión Soviética, 10 de septiembre de 1937) fue un político comunista ruso miembro del Partido Bolchevique desde 1913. Syrtsov sucedió a Alekséi Rýkov como presidente del Consejo de Comisarios del Pueblo de la República Socialista Federativa Soviética de Rusia, cargo que desempeñó entre 1929 y 1930.
Fue detenido el 19 de abril de 1937 durante la Gran Purga, condenado a muerte el 10 de septiembre de ese año y ejecutado el mismo día. Fue rehabilitado el 28 de diciembre de 1957.